# Teatro do Sopro
O Teatro do Sopro é uma organização não governamental brasileira fundada em 2012 na cidade do Rio de Janeiro. Uma iniciativa baseada em 12 anos de pesquisas realizadas pela ONG Jovia localizada no Canadá, que foram adaptadas para a realidade brasileira através da união de dois atores em parceria com a psicóloga Morgana Masetti e o psiquiatra Dr. Jerson Laks. Juntos, eles acreditam que qualquer pessoa pode participar de todas as fases do Projeto (Público, parceiro ou Fornecedor) e que qualquer lugar pode servir como cenário, através das artes cênicas, proporcionando o aumento das Relações Interpessoais e favorecerendo a Comunicação integrada no ambiente de convívio. O projeto, além de se basear em um outro (La Belle Visite), atua a partir de intervenções terapêuticas e culturais , em Instituições de Longa Permanência para Idosos ou em comunidades. Por meio de três linhas de ações busca combater o preconceito contra a velhice e a demência, sendo elas: 
- A transmissão de uma visão positiva de pessoas idosas a partir da relação com palhaços terapêuticos;
- O relacionamento com os idosos considerando técnicas artísticas do palhaço;
- A conscientização do social sobre a importância da população idosa (criação de Política pública). [4]

## Fundadores

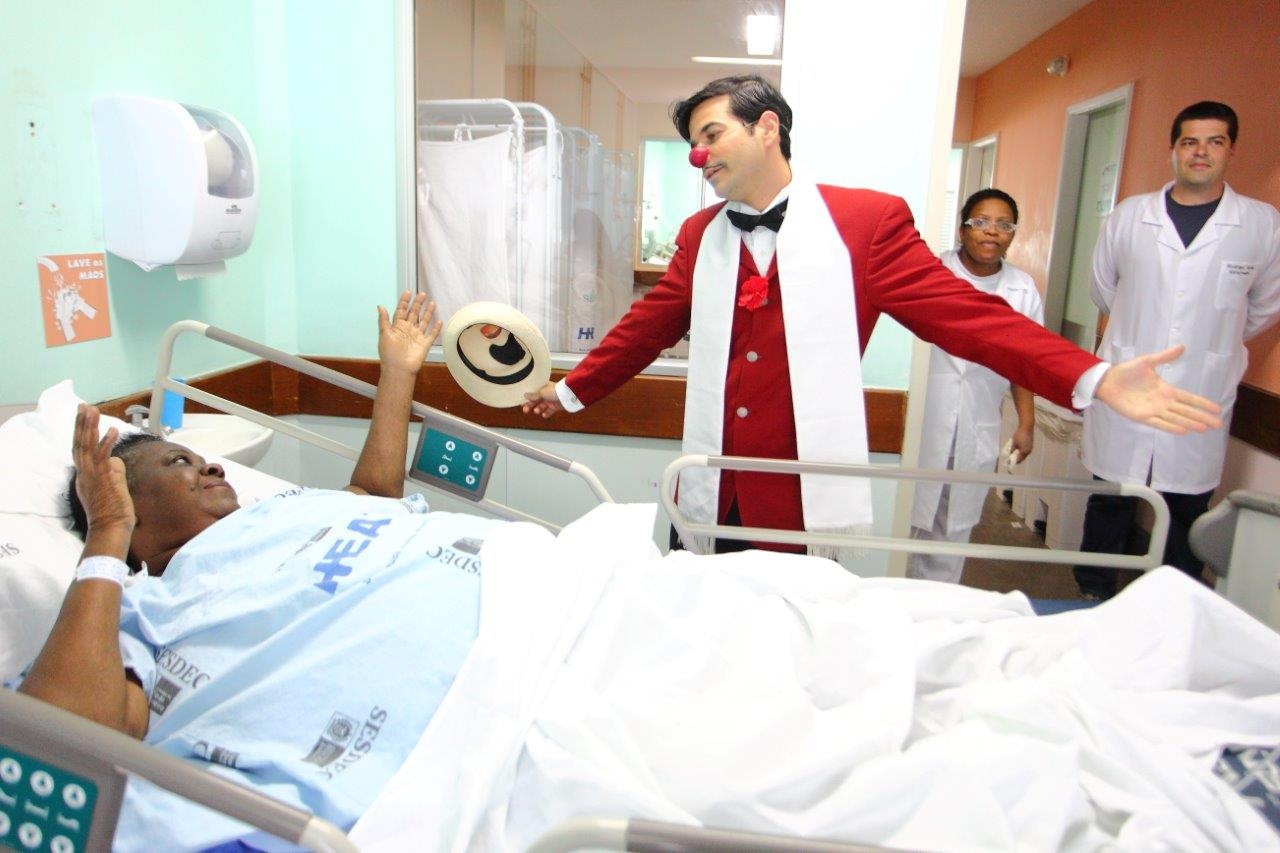
Olivier Torreault - Teatro do Sopro no IPUB UFRJ

### Olivier Terreault
Artista, palhaço, empreendedor social, fundador do programa La Belle Visite no Canadá, também co-fundador da Associação Canadense de Palhaços Terapêuticos (Jovia) e um dos fundadores do Teatro do Sopro no Brasil, Olivier Terreault   fundou e coordenou uma companhia de teatro alternativo durante 7 anos, na qual suas atuações eram sempre baseadas em pesquisas universitárias e considerando como centro de tudo o espectador. Iniciou sua carreira de artista terapêutico em hospitais pediátricos e, posteriormente, em lar de idosos, assim, aprimorou suas técnicas voltando-se para este grupo. Após o sucesso no Canadá, no ano de 2011, Olivier muda para o Brasil, onde detectou que a cultura de valorização da população idosa, ao contrário do que ocorre no Canadá, é extremamente desvalorizada. 

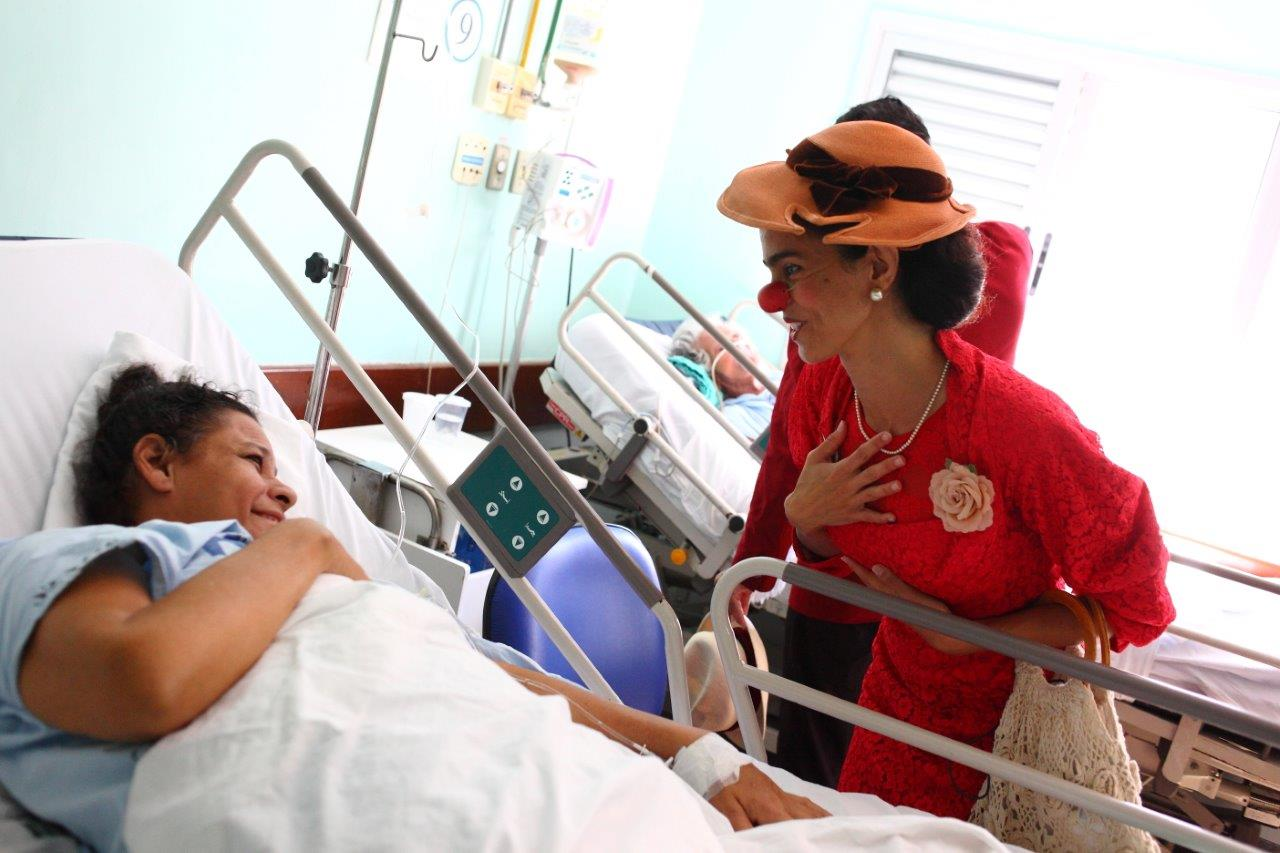
Flavia Marco - Teatro do Sopro no IPUB UFRJ

### Flavia Marco
Atriz, palhaça há 15 anos , protagonizou na ONG Jovia (Montreal, Canadá)  e uma das fundadora do Projeto Palhaços para Sempre  junto a Demian Reis, João Lima, João Porto Dias e Felícia de Castro. Recebeu em 2005 o prêmio duplo de melhor atriz no Festival Nordestino de Teatro de Guaramiranga – CE , com o espetáculo Jardim . Flavi Marco uniu-se com Olivier Terreault na fundação do Projeto Teatro do Sopro, em 2012.

## Uma Bela Visita (La Belle Visite )
O Projeto "Uma Bela Visita" pertence ao Teatro do Sopro que atua em Instituições de Cuidados (casas de repouso) interagindo com idosos dentro do contexto artístico e de relações. O modelo original do projeto (La Belle Visite) foi desenvolvido pelos integrantes do grupo no Canadá, em Montreal, como um complemento para a equipe médica que acompanha o tratamento dos idosos.  A partir da contribuição feita pelo Prêmio  da Awesome Foundation, o projeto pôde contar com um recurso capital e assim conscientizar a população sobre as possibilidades de comunicação efetiva e de qualidade com os portadores de doenças como, por exemplo, a Demência e o Alzheimer. Para aproximar-se da realidade dos pacientes, os artistas utilizam como inspiração figurinos característicos de celebridades de Hollywood, entre os anos 30 e 50, além de música, dança, contação de histórias, improvisação e toque emocional, os artistas terapêuticos utilizam de suas habilidades em se comunicar e seus recursos artísticos para melhorar a qualidade de vida dos idosos, trazendo humor e imaginação. Para entender melhor sobre o Projeto, consulte o vídeo disponível no YouTube, com o título "La Belle Visite (HD, Fr, Port Legendas)".

## Parcerias

### Femptec, BrazilFoundation e Ashoka Brasil
O Teatro do Sopro junto à Fundação de Empreendimentos, Pesquisa e Desenvolvimento Institucional, Científico e Tecnológico do Rio de Janeiro (Femptec) e a BrazilFoundation , Organização não governamental, coloca em prática o Projeto La Belle Visite e para enquadra-lo à realidade brasileira conta também com parcerias com Morgana Masetti (Doutores da Alegria), e o psiquiatra Dr. Jerson Laks (UFRJ e UERJ). 

## Espetáculos e Intervenções
- Nas Ondas da sua Emoção - Espetáculo [20]
- Bafafá - espetáculo infantil
- Visitas de Palhaços - intervenções com as artes cências
- Palestras em que contaram com a participação de Olivier Terreault, aqui

Informações detalhadas estão disponíveis na página de Blog "Teatro do Sopro".

## Galeria de Fotos

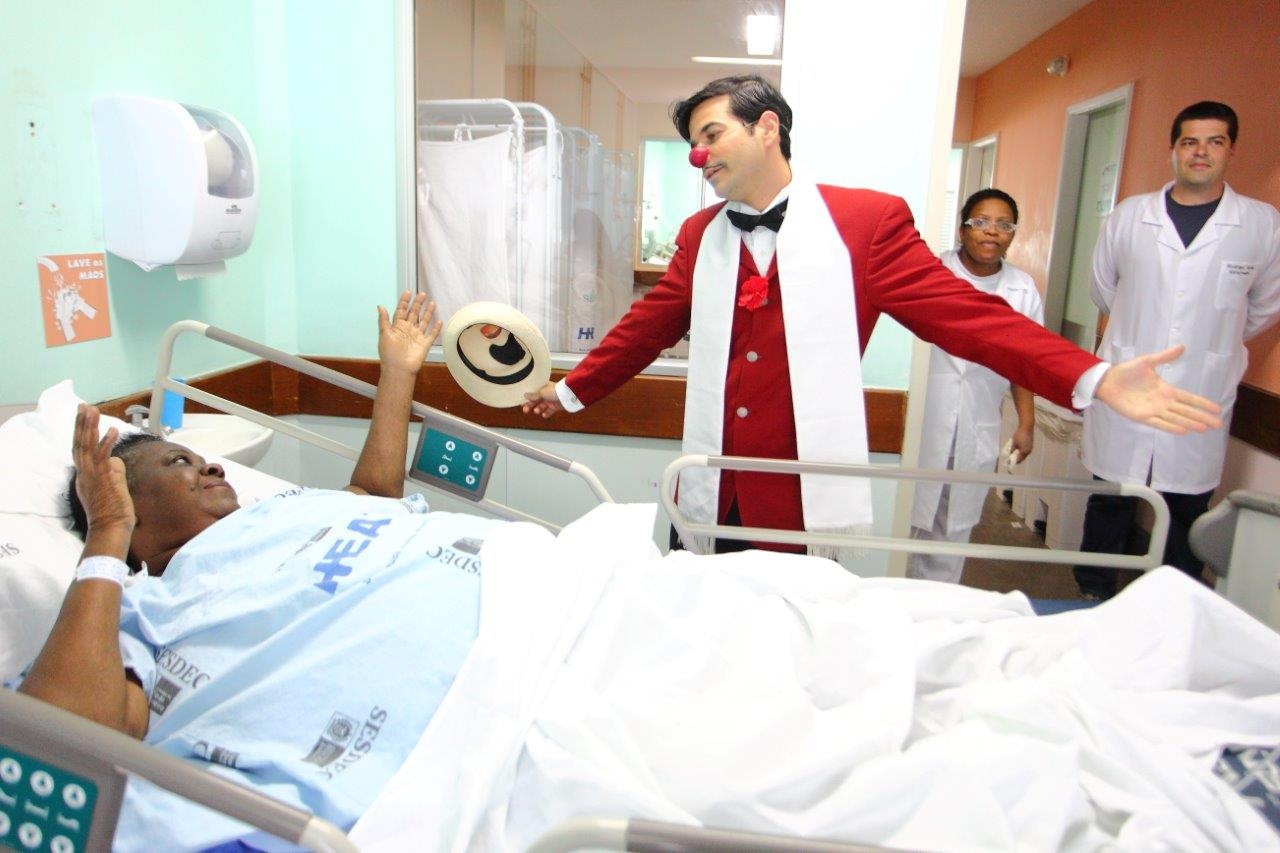
Teatro do Sopro em 10 de setembro de 2013
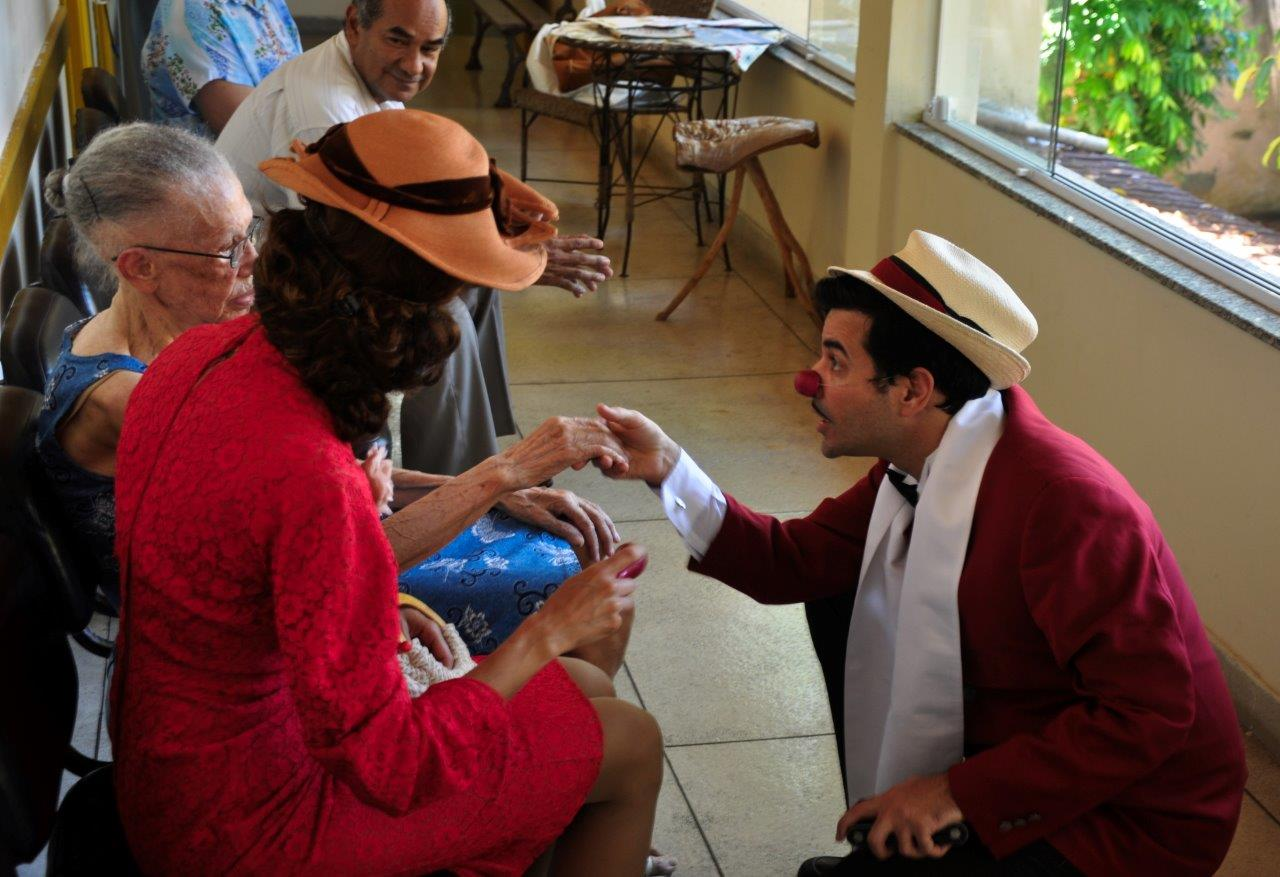
Teatro do Sopro no IPUB - UFRJ
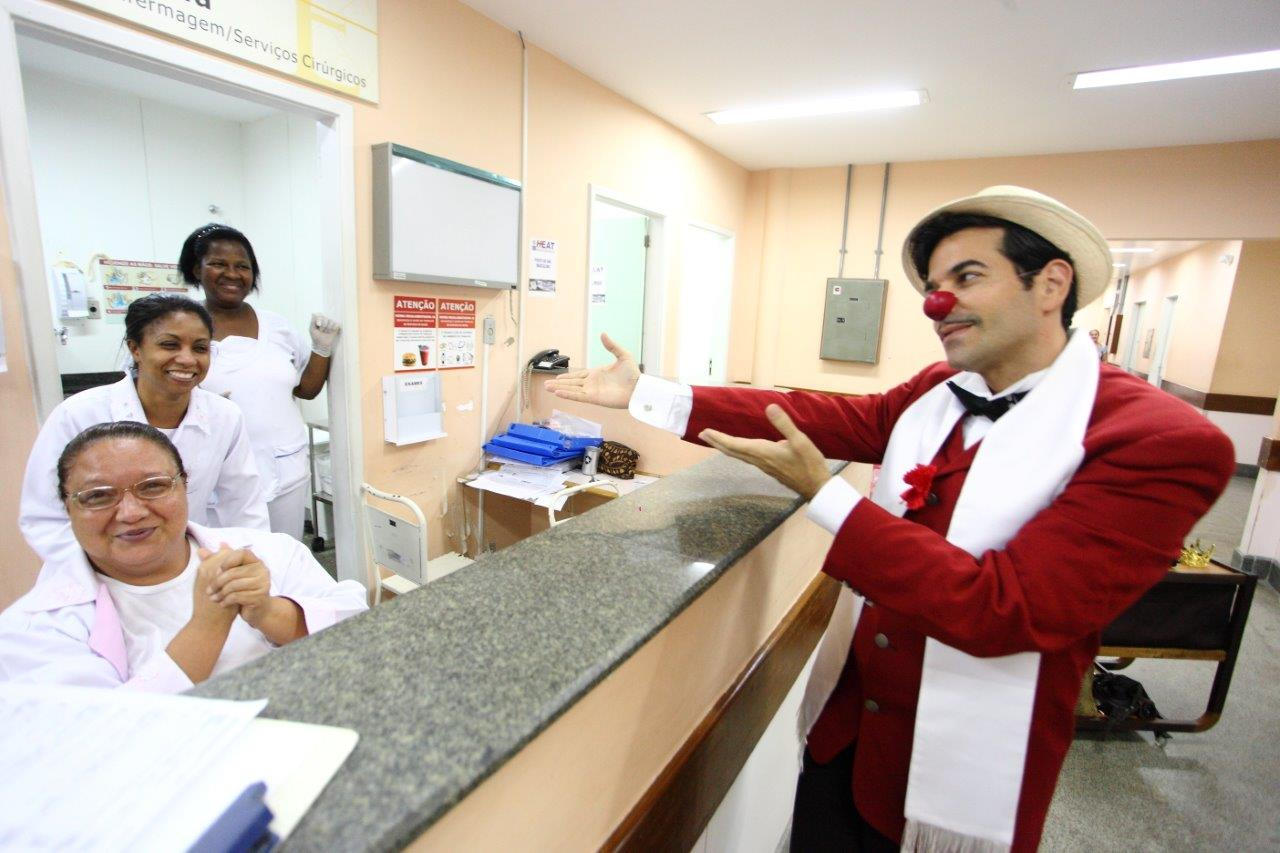
Teatro do Sopro em 10 de setembro de 2013
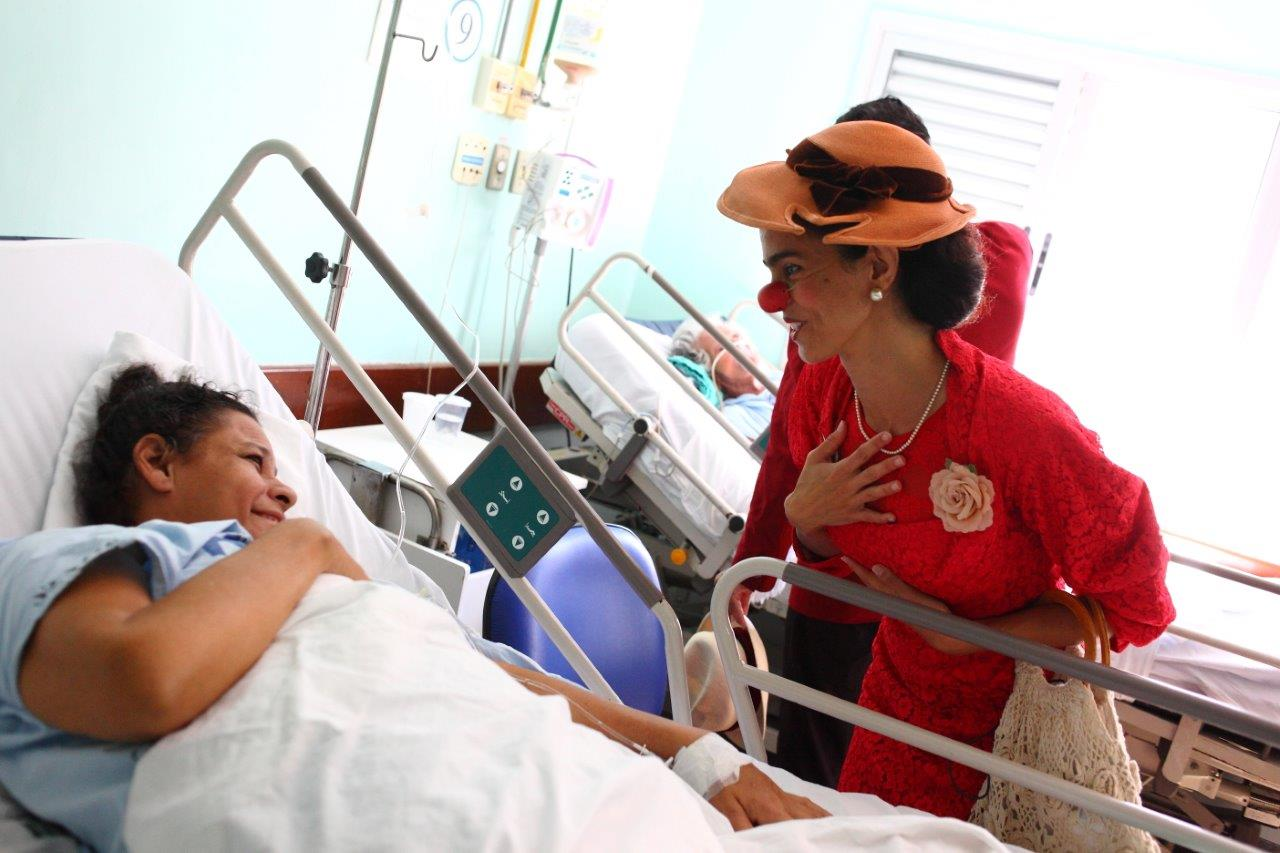
Teatro do Sopro em 10 de setembro de 2013
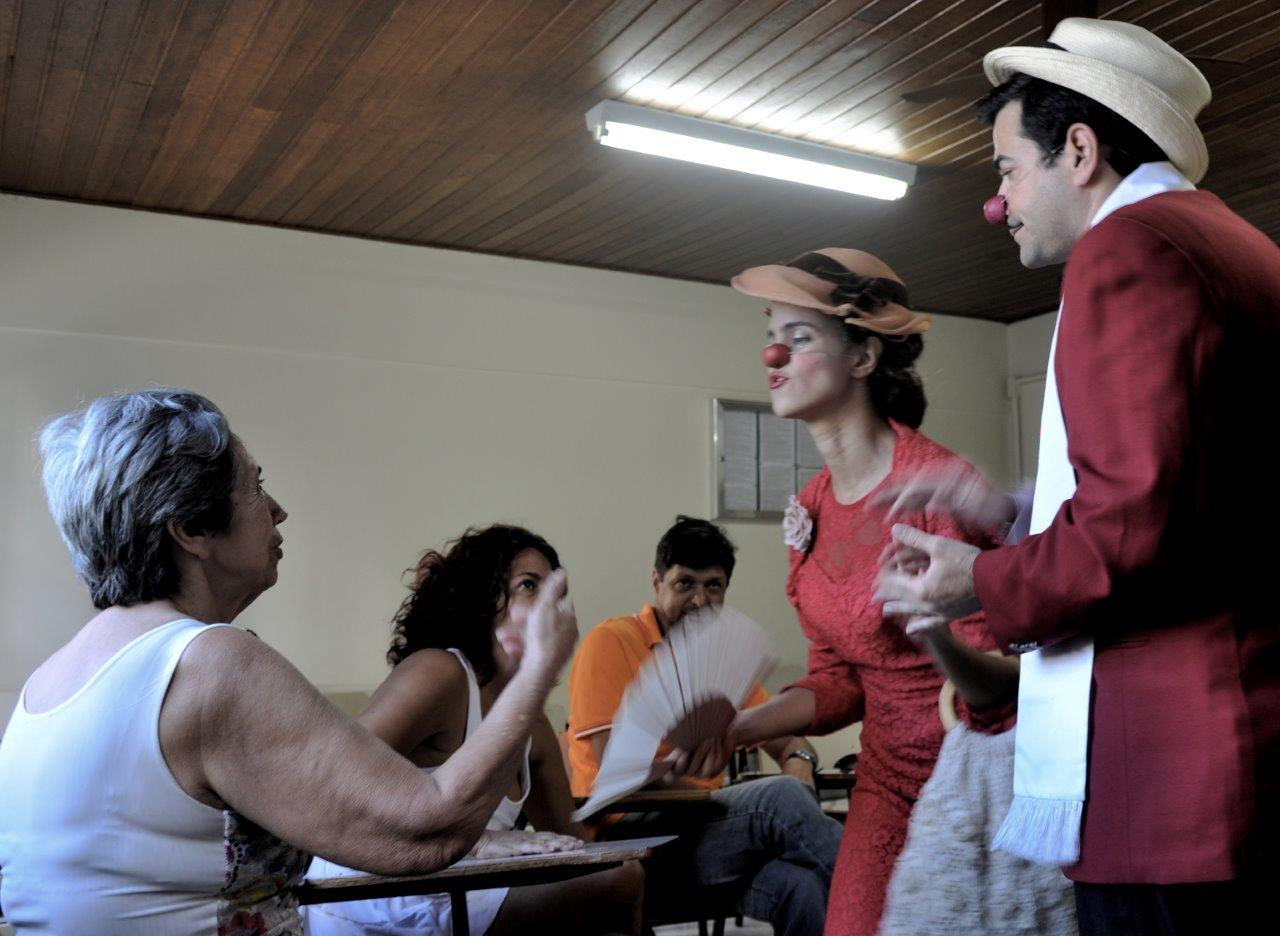
Teatro do Sopro no IPUB - UFRJ
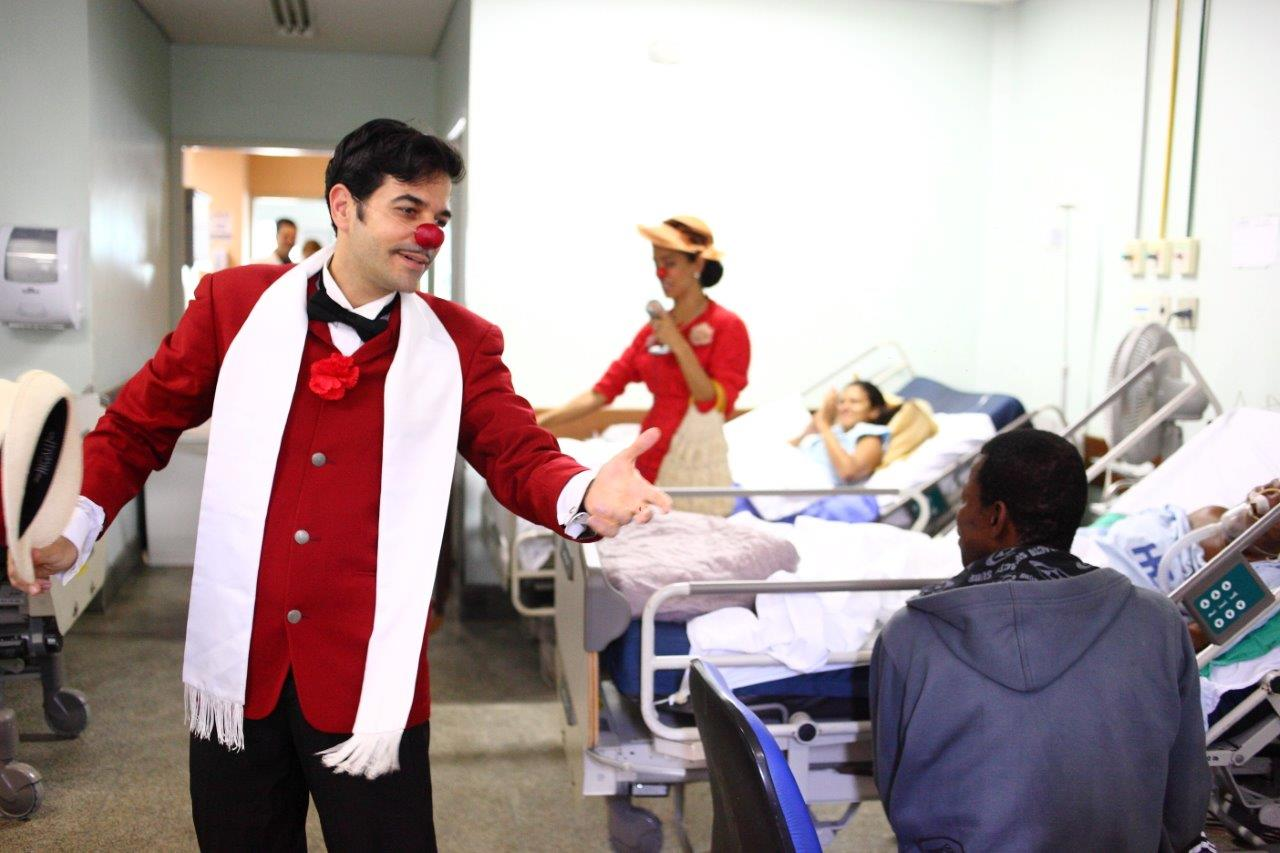
Teatro do Sopro em 10 de setembro de 2013
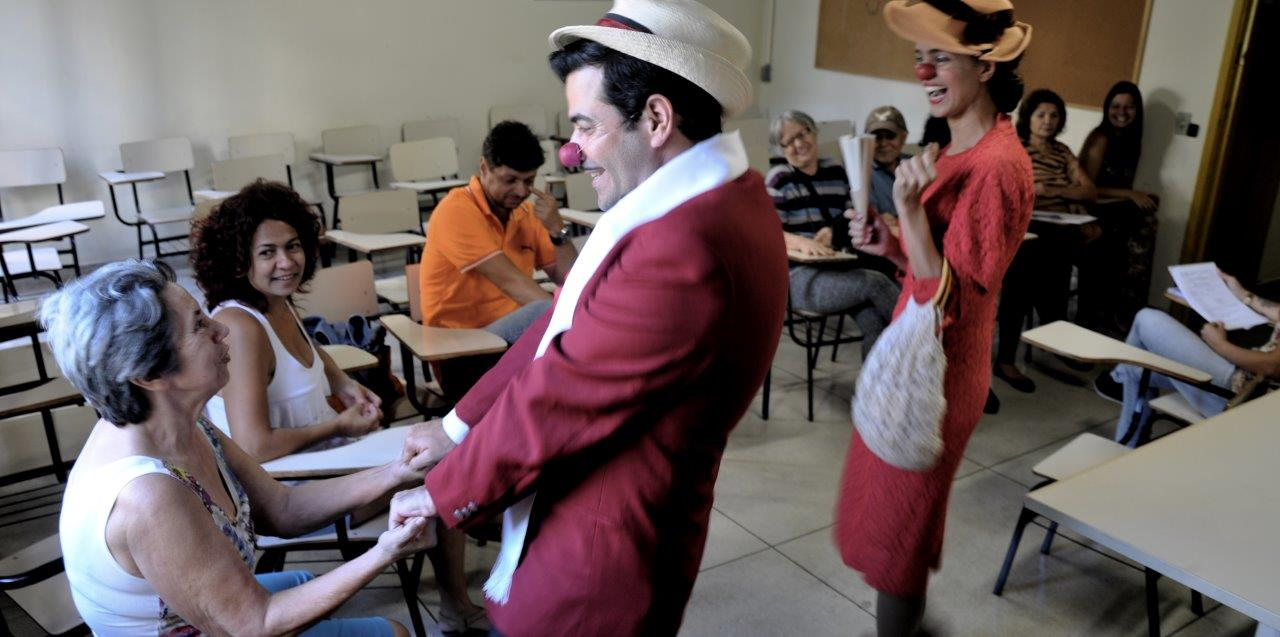
Teatro do Sopro no IPUB - UFRJ

## Ligações Externas
- O Teatro do Sopro atualiza suas informações em um Blog, disponível com o título "Teatro do Sopro".
- Este Projeto disponibiliza de palestras e cursos, ver sobre em Blog "Teatro do Sopro".
- Possui também um canal no YouTube, disponível aqui.
- Disponibilidade de fotos aqui
- Doutores da Alegria
- ONG Jovia
- Quer ser um voluntário?
- Reportagem sobre a População idosa brasileira em Folha de S. Paulo.